# Zimní stadion Olomouc
Das Zimní stadion Olomouc (deutsch Winterstadion Olmütz) ist eine Mehrzweckhalle im Stadtteil Nová Ulice der mährischen Stadt Olmütz in Tschechien. Sie ist seit 1948 die Heimspielstätte des Eishockeyclubs HC Olomouc, derzeit in der Extraliga, der höchsten Spielklasse des Landes. Die Kapazität beträgt 5500 Besucher, die sich auf 3800 Sitz- und 1700 Stehplätzen verteilen. Die Halle liegt in der Nähe des 1940 eingeweihten Andrův stadions, der Spielstätte des Fußballvereins SK Sigma Olomouc.

## Geschichte
Am 25. Januar 1948 wurde das offene Eisstadion eröffnet. 1967 erhielt die Freiluftarena eine Überdachung. Eine Erweiterung und umfangreiche Renovierung der Tribünen und der Fassade wurde 1980 durchgeführt. Im Olmützer Winterstadion fanden Partien der Volleyball-Weltmeisterschaft der Frauen 1986 statt. 1988 war die Eissporthalle ein Austragungsort der Eishockey-Europameisterschaft der U18-Junioren. 2006 wurde die Eisfläche erneuert. Von 2009 bis 2011 fanden kleinere Arbeiten statt. In der Eishalle kann kostenlos WLAN-Internet genutzt werden.
Die Halle müsste den modernen Anforderungen an Komfort und Ausstattung angepasst werden. Seit einigen Jahren wird über die Modernisierung diskutiert und Pläne vorgelegt, aber zu einer Umsetzung ist es bisher nicht gekommen. Schon nach dem ersten Meistertitel 1994 wurde über einen Um- bzw. Neubau der Halle diskutiert, doch über das Stadium der Ankündigungen und Versprechungen der Politik kam das Projekt nicht hinaus.